# Elecciones municipales de 2019 en Las Palmas de Gran Canaria
Las elecciones municipales de 2019 se celebraron en la ciudad capitalina de Las Palmas de Gran Canaria el domingo 26 de mayo, de acuerdo con el Real Decreto de convocatoria de elecciones locales en España dispuesto el 1 de abril de 2019 y publicado en el Boletín Oficial del Estado el 2 de abril.1 Se eligieron los 29 concejales del pleno del ayuntamiento de Las Palmas de Gran Canaria, a través de un sistema proporcional (método d'Hondt), con listas cerradas y un umbral electoral del 5 %.

## Resultados
| ↓    |    |    |    |    |    |
| 11   | 3  | 3  | 2  | 3  | 7  |
| PSOE | UP | NC | CC | Cs | PP |

| Candidatura | Candidatura                              | Candidato           | Votos   | %                              | Con                            |
| ----------- | ---------------------------------------- | ------------------- | ------- | ------------------------------ | ------------------------------ |
|             | Partido Socialista de Canarias (PSC)     | Augusto Hidalgo     | 48.558  | 31,7                           | 11                             |
|             | Partido Popular (PP)                     | Pepa Luzardo        | 34.004  | 22,2                           | 7                              |
|             | Podemos-Izquierda Unida-Equo             | Javier Doreste      | 15.915  | 10,4                           | 3                              |
|             | Ciudadanos (Cs)                          | Beatriz Correas     | 14.558  | 9,5                            | 3                              |
|             | Nueva Canarias-Frente Amplio (NC-FA)     | Pedro Quevedo       | 14.554  | 9,5                            | 3                              |
|             | C. Canaria-U. por Gran Canaria (CC-UxGC) | Nardy Barrios       | 12.833  | 8,4                            | 2                              |
|             | Vox                                      | Alberto Rodríguez   | 4828    | 3,2                            | -                              |
|             | P. Animalista Con el M. Ambiente (PACMA) | Iris Sánchez        | 2029    | 1,3                            | -                              |
|             | Los Verdes-Grupo Verde (LV-GV)           | Pedro Pablo Medina  | 1457    | 1,0                            | -                              |
|             | Ciudadanos para el Cambio (CIUCA)        | Jorge Padrón        | 685     | 0,5                            | -                              |
|             | P. Comunista del Pueblo Canario (PCPC)   | Carmelo Suárez      | 553     | 0,4                            | -                              |
|             | Ahora Canarias                           | Mª Guacimara Vera   | 541     | 0,4                            | -                              |
|             | Por un Mundo Más Justo (PUM+J)           | Idaira Mª González  | 474     | 0,3                            | -                              |
|             | Tercera edad en acción (3e en acción)    | Rita Mª Rodríguez   | 232     | 0,2                            | -                              |
|             | Vótate                                   | Carlos Luís Batista | 193     | 0,1                            | -                              |
|             | Partido Humanista (PH)                   | Juan Carlos Romero  | 165     | 0,1                            | -                              |
| En Blanco   | En Blanco                                |                     | 1602    | 1,5                            | -                              |
| Votos Nulos | Votos Nulos                              | Votos Nulos         | 1199    | Participación:\| \| 50,83 % \| | Participación:\| \| 50,83 % \| |
| Votantes    | Votantes                                 | Votantes            | 154 380 | Participación:\| \| 50,83 % \| | Participación:\| \| 50,83 % \| |
|             | 50,83 %                                  |                     |         |                                |                                |

## Investidura del alcalde
En la votación de investidura del alcalde, celebrada el 15 de junio de 2019 en la sesión constitutiva del nuevo pleno municipal, Augusto Hidalgo (alcalde saliente y candidato del Partido Socialista de Canarias), recibió 17 votos, 11 de los concejales del PSC, 3 de los concejales de Podemos y otros 3 de los concejales de Nueva Canarias-Frente Amplio; Josefa Luzardo recibió 7 votos de los concejales de su partido el Partido Popular; Beatriz Correas recibió 3 votos de los concejales de su partido Ciudadanos; Mientras que los 2 concejales de Coalición Canaria-Unidos por Gran Canaria votaron en blanco. Como resultado, Augusto Hidalgo se convirtió en alcalde de Las Palmas de Gran Canaria y gobernó en coalición con Podemos y NC-FA.
|  | 58,62 % |

|  | 24,14 % |

|  | 10,34 % |

|  | 6,90 % |

|  | 100 % |

|  | 100 % |